# Menidi, Aetolia
Menidi  este un oraș în Grecia în prefectura Aetolia-Acarnania.
Se află la o altitudine de 0 m deasupra nivelului mării.